# Marzena Gumowska
Marzena Gumowska, z domu Jasińska (ur. 24 lutego 1960) – polska koszykarka, multimedalistka mistrzostw Polski, reprezentantka Polski w maxikoszykówce.

## Osiągnięcia
Na podstawie, o ile nie zaznaczono inaczej.
Klubowe
- Mistrzyni Polski (1983, 1986)
- Brązowa medalistka mistrzostw Polski (1985)

Reprezentacja
- Mistrzyni świata +40 (2005)
- Mistrzyni Europy +45 (2022)[3]
- Wicemistrzyni:
  - świata +50 (2013)
  - Europy:
    - +40 (2006, 2008)
    - +45 (2010)
- Uczestniczka mistrzostw:
  - świata maxi koszykówce +45 (2009 – 4. miejsce)
  - Europy +45 (2012 – 4. miejsce)